# Моира Орфеи
Моира Орфеи (енгл. Miranda Orfei; 21. децембар 1931 — 15. новембар 2015) била је италијанска глумица и позната личност ромског порекла. Tакођe, сматрала се краљицом италијанског циркуса.

## Каријера
Одрасла је у породици која је била власник циркуске компаније Circus Orfei. Постала је и сама симбол циркуса у Италији и тако стекла међународну славу. Сам циркус Circus Moira Orfei основан је 1960. године.
Дино де Лаурентис јој је предложио да промени име у Миранда Моира. Билборди са њеном сликом били су у сваком граду, у којем је циркус отворен. Такође, постала је филмска глумица која је глумила у преко четрдесет филмова, од комедија до италијанских крими филмова.

## Лични живот
Њени родитељи били су Ричард Орфеи и Виолета Арата. Удала се за Валтера Нонеса 1961. године и имали су двоје деце: Стефанo и Лара Орфеи.
Доживела је мождани удар, 4. августа 2006. године, током емисије Ђојоза Јоника. Девет година касније, 15. новембра 2015. године, умрла је у Бреши, Италија.

## Делимична филмографија
| Година | Назив                                 |
| ------ | ------------------------------------- |
| 1960   | Under Ten Flags                       |
| 1960   | The Loves of Hercules                 |
| 1960   | Queen of the Pirates                  |
| 1960   | Interlanguage link multi              |
| 1960   | The Giants of Thessaly                |
| 1961   | Ursus                                 |
| 1961   | Atlas in the Land of the Cyclops      |
| 1961   | Revenge of the Conquered              |
| 1961   | Mole Men Against the Son of Hercules" |
| 1961   | Armas contra la ley                   |
| 1961   | Ursus in the Valley of the Lions      |
| 1961   | Rocco e le sorelle                    |
| 1961   | Che femmina!! E... che dollari!       |
| 1962   | Kerim, Son of the Sheik               |
| 1962   | I tromboni di Fra' Diavolo            |
| 1962   | Gli italiani e le donne               |
| 1962   | Re Manfredi                           |